# Stadio Silvio Piola w Novarze
Stadio Silvio Piola – stadion piłkarski w Novarze, we Włoszech. Nosi imię Silvio Piolego, włoskiego piłkarza, grającego m.in. w zespole z Novary, mistrza świata z 1938 roku. Obiekt został otwarty w 1976 roku. Może pomieścić 17 875 widzów. Swoje spotkania rozgrywa na nim drużyna Novara Calcio.